# Гернштайн (замок)
Гернштайн (нем. Schloss Gernstein, итал. Castello di Gernstein) — изначально средневековый каменный замок, перестроенный впоследствии в неороманском стиле. Расположен в коммуне Вилландро около селения Латцфонс, в провинции Южный Тироль (Больцано), в области Трентино-Альто-Адидже, Италия. По своему типу относится к замкам на вершине.

## Расположение

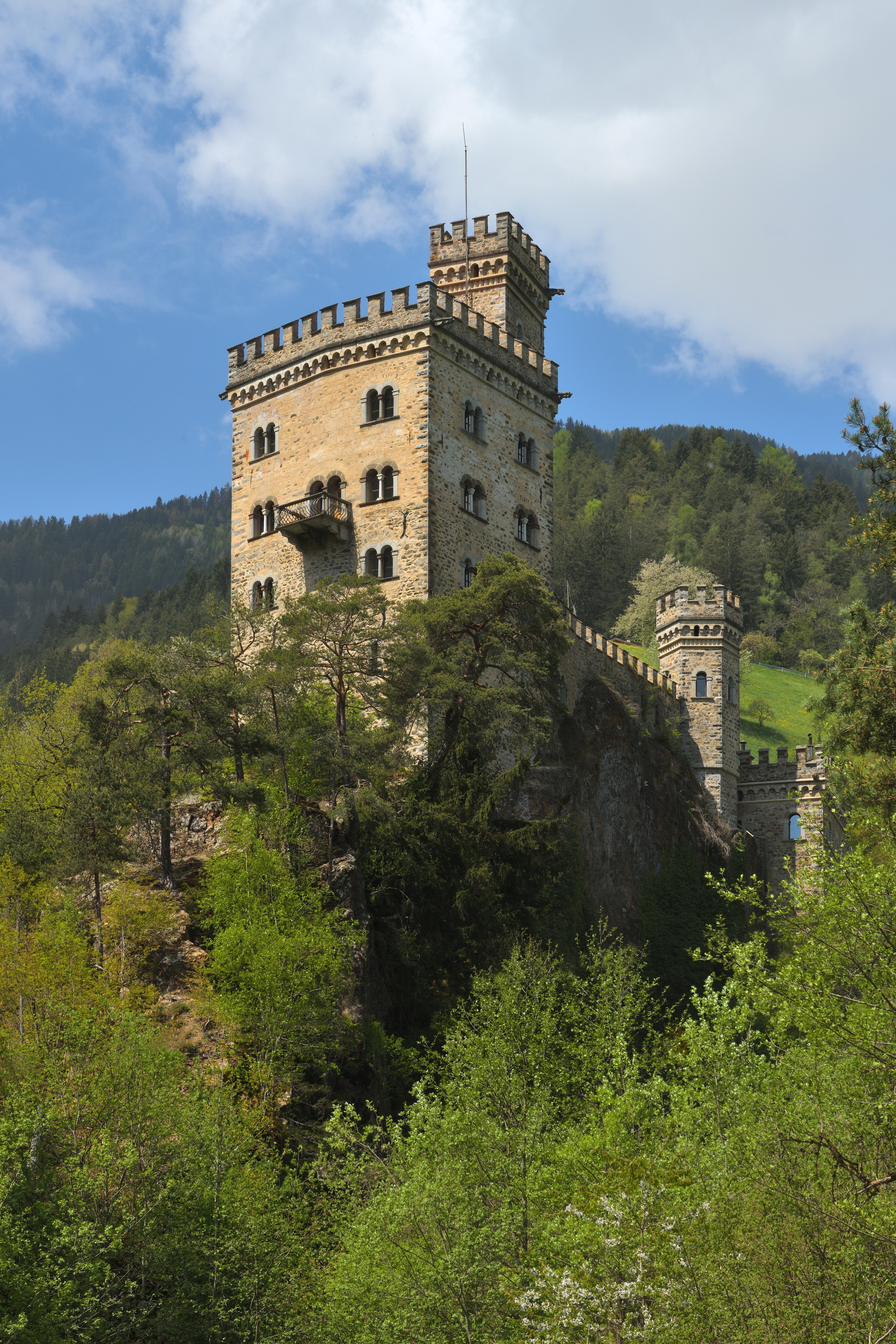
Вид замка северной стороны

Замок находится в долине Тинне, через которую протекает река Тиннебах (Рио Тина).  Здесь с незапамятных времён проходил важный торговый маршрут из Брессаноне (Бриксена) через горные перевалы на юг. Контроль над этим путём имел важное значение в Средние века, что и обусловило появление крепости. Замок Гернштайн построен на высокой скалистой вершине.  

## История

### Ранний период
Первое письменное упоминание о замке откносится к 1215 году. Владельцем крепости назван рыцарский род фон Харре. От этого имени и сложилось раннее название комплекса — Харренштайн (каменные укрепления Харре). Сами владельцы тоже приняли родовую фамилию фон Харренштайн.
Вокруг городка Клаузен и на территориях возле Вилландро было много шахт. Здесь добывали ценные руды. Охрана региона с ценными полезными ископаемыми придавал укреплениям стратегически важную роль. 
После того, как род фон Харренштайн в начале XIV века пресёкся, замок перешёл к семье фон Фойтсбергер. Представители рода получили крепость не в собственность, а в качестве феодального владения от князей-епископов Бриксена. В 1356 году представители рода фон Фойтсбергер (которые предпочитали называться по имени замка фон Гарнштайнер) подняли мятеж против Бриксенской епархии. Но рыцари переоценили свои силы. Князь-епископ Маттеусом ан дер Гассеном осадил замок и вынудил гарнизон капитулировать. 
В 1373 году князь-епископ Иоганн Риби фон Ленцбург пожаловал своему племяннику Иоганну V фон Зегессер замок и всю прочую собственность изгнанного Ганса фон Гарренштайна. Помимо крепости важным активом было поместье Лацфонс. 
В конце 1389 года в крепости вспыхнул сильный пожар и комплексу был нанесён серьёзный ущерб. В итоге в том же году замок был отдан в качестве залога (на правах феодального владения) представителям влиятельного рода фон Вилландер. Эта семья продолжительное время владела каменной твердыней.

### Эпоха Ренессанса
В 1550 году дворяне из рода фон Хойдорф получили замок в качестве феодального владения. Их сюзереном на том этапе был князь-епископ Бриксена Кристофоро Мадруццо. Однако к тому времени крепость утратила своё прежнее значение. К концу XVI века замок постепенно стал приходить в упадок. Без ремонта и должного присмотра его стены и башни ветшали.
В 1607 году замок был пожалован  Людвигу фон Линднеру, камергеру Бриксенского епископства. По договору с епархией его потомки могли владеть крепостью на правах частной собственности. Новые собственники также поменяли фамилию на фон Герренштайн. Но серьёзного ремонта в крепости они не делали.

### XVIII-XIX века
В 1777 году Франц Йозеф Антон Бернверт фон Гернштейн исполнял обязанности судебного пристава поместья Альтенбург в Эппане (Аппьяно-сулла-Страда-дель-Вино). К тому времени замок обветшал настолько, что находится в нём было уже небезопасно. К концу XIX века каменная крепость была заброшена. Из-за некоторой удалённости от населённых пунктов замок избежал участи многих средневековых твердынь, разобранных крестьянами и бюргерами на стройматериалы.
В середине XIX века замок лежал в руинах. В 1880 году остатки крепости купил прусский генерал-лейтенант Фридрих фон Герштайн-Хоэнштайн (1814–1891). Причиной для покупки стало созвучие названия замка с фамилией генерала, который хотел для престижа своего рода стать обладателем резиденции с многовековой историей. В реальности никакой связи между замком и его прежними обитателями с прусской дворянской семьей не имелось. С конца XIX века название комплекса стало писаться как Гернштайн.
Новый собственник вложил крупные суммы, чтобы не только восстановить комплекс, но и реконструировать его в неороманском стиле. Потомки генерала владели резиденцией вплоть до Первой мировой войны.

### XX век

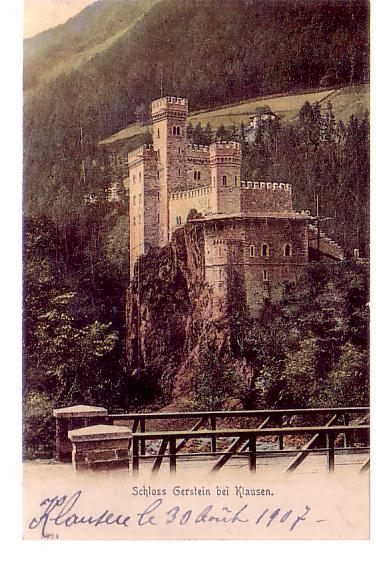
Замок на открытке 1907 года

В 1919 году власти Италии Гернштайн конфисковали замок как «немецкую собственность». Долгое время судьба резиденции оставлась неопределённой. Правительство региона не могло найти ей применение. По счастью комплекс не пострадал во время Второй мировой войны. 
В 1970-е года власти решили продать Герншатйн. С той поры замок находится в частной собственности. Посещение резиденции невозможно. Однако благодаря живописным пейзажам данной местности комплекс привлекает многих туристов, готовых полюбоваться каменной крепостью издалека. 

## Описание комплекса
Замок мало напоминает изначальную средневековую крепость. Но в нём можно угадать прежние части. Главный вход расположен с севера. Раньше там был Подъёмный мост. Слева от главных ворот находится двухэтажное жилое здание, имеющее в основании форму квадрата. Верхние части стен сделаны с зубцами. В средние века в этом месте находился форбург.
Дальше к югу располагается основная часть замка. Она лежит на более высокой части горной вершины. Там можно увидеть обнесённый стенами двор, имеющий форму пояти ровного квадрата. Дополнительным укреоением служит башня в северо-восточной части. Ещё дальше к югу можно увидеть высокую прямоугольную цитадель (бывший бергфрид). В XIX веке её превратили в жилую трёхэтажную резиденцию. На её широкой плоской крыше с зубчатыми стенами можно увидеть ещё одну прямоугольную башенку.
Вокруг центральной части и цитадели чуть ниже по склонам вершины построены дополнительные укрепления с каменными стенами.